# سوجیرو ایشیی
سوجیرو ایشیی (انگلیسی: Sojiro Ishii؛ زادهٔ ۲۹ مارس ۱۹۷۰) بازیکن فوتبال اهل ژاپن است.
از باشگاه‌هایی که در آن بازی کرده‌است می‌توان به باشگاه فوتبال گامبا اوساکا اشاره کرد.